# Huajing, Sichuan
Huajing (kinesiska: 华景镇, 华景) är en köping i Kina. Den ligger i provinsen Sichuan, i den sydvästra delen av landet, omkring 400 kilometer öster om provinshuvudstaden Chengdu. Antalet invånare är 22 441. Befolkningen består av 10 975 kvinnor och 11 466 män. Barn under 15 år utgör 24,0 %, vuxna 15-64 år 62 %, och äldre över 65 år 12,0 %.
Genomsnittlig årsnederbörd är 1 617 millimeter. Den regnigaste månaden är september, med i genomsnitt 315 mm nederbörd, och den torraste är januari, med 9 mm nederbörd.